# Skarhead
Skarhead ist eine New-York-Hardcore-Band aus Jackson Heights (Queens) in New York City. Die Band ist ein Nebenprojekt von Danny Diablo (Crown of Thornz) und umfasst Mitglieder von Madball und Sworn Enemy.
Mit dem Album Dreams Don’t Die zeigen sie ihre eindeutige Verbundenheit zum New York Hardcore, auf dem Coversongs von unter anderem Agnostic Front, den Bad Brains und Leeway zu hören sind.

## Diskografie

### Studioalben
- 1999: Kings at Crime
- 2009: Drugs, Music and Sex
- 2011: Kickin It Oldschool

### Kompilationen, EPs etc.
- 1995: Drugs, Money, Sex
- 1998: Crazy Eddie - Make It Work
- 2001: NY Thugcore: The Hardcore Years (1994-2000)
- 2006: Demo 2006
- 2011: Dreams Don't Die